# Memorial Carlos del Castillo
El Memorial Carlos del Castillo es una competición de vela para embarcaciones de la clase internacional Snipe que se disputa en Gijón, Principado de Asturias (España) desde 1999, organizada por el Real Club Astur de Regatas (RCAR). 
Es la competición que toma el relevo de la Copa de Su Alteza Real el Príncipe de Asturias como trofeo más importante de los que el RCAR organiza para la clase Snipe. La Copa de SAR el Príncipe de Asturias tuvo que dejar de celebrarse en 1987 debido a que la Autoridad Portuaria de Gijón rescindió la concesión para el uso de las instalaciones deportivas que el RCAR mantenía en el Puerto Deportivo de Gijón, quedando el club, y Gijón, sin varadero de Snipes hasta la creación de la actual escuela de vela del RCAR.   
En 1999 se retoma la organización de una importante regata de la clase Snipe por parte del Real Club Astur de Regatas y se decide, según se indica en el primer anuncio de la regata, su celebración anualmente con el nombre de "Memorial Carlos del Castillo" en homenaje a Carlos del Castillo Bertrand, iniciador y precursor del deporte de la vela y de la clase Snipe en Asturias. El primer Snipe de Carlos del Castillo, denominado "Antela" al igual que todos los posteriores, llevaba el número de vela 4663 de la clase y fue uno de los cinco barcos con los que se creó la flota 152, la del RCAR, en 1941. Durante más de treinta años fue regatista, capitán de flota e impulsor de la clase Snipe, pero, sobre todo, fue un ejemplo de deportividad y afición desinteresada a la vela. Recibió la medalla de plata al mérito deportivo en 1960.
Se entregan trofeos a los tres primeros clasificados de la prueba, pero es de destacar que el premio más entrañable, el "Trofeo Carlos del Castillo a la deportividad", se adjudica a la embarcación que se clasifica en la última posición de las que hayan finalizado todas las mangas, como recompensa al espíritu deportivo de los que se conforman con participar siempre.
En 2011 no se celebró debido a que el Real Club Astur de Regatas organizó el campeonato de España absoluto, juvenil y femenino de la clase Snipe, además del IX Trofeo de la Asociación Española de Clubes Náuticos. 

## Formato de competición
Se celebra en el verano durante dos días y consta de 4 mangas.

## Campeones
| Edición/Año | Yate          | Patrón/Proel                                                            | Flota                             | Pabellón |
| I/1999      | Sanborondón   | Carlos Elósegui Tiagonce/Enrique Caicoya Gallerand                      | Real Club Náutico de Madrid       | España   |
| II/2000     | Mowgli        | Francisco Palacio Iglesias/Ángela Pumariega Menéndez                    | Real Grupo de Cultura Covadonga   | España   |
| III/2001    | Mowgli        | Francisco Palacio Iglesias/Ángela Pumariega Menéndez                    | Real Club Astur de Regatas        | España   |
| IV/2002     | Sanborondón   | Carlos Elósegui Tiagonce/Rafael Benítez Lanza                           | Real Club Náutico de Madrid       | España   |
| V/2003      | Mowgli        | Francisco Palacio Iglesias/Alfonso Rodríguez Rivero                     | Real Club Astur de Regatas        | España   |
| VI/2004     | Mowgli        | Francisco Palacio Iglesias/Alfonso Rodríguez Rivero                     | Real Club Astur de Regatas        | España   |
| VII/2005    | Pichurreiro   | Jaime de Miranda Osset/Alejandro Toledo                                 | Real Club Náutico de La Coruña    | España   |
| VIII/2006   | Mowgli        | Francisco Palacio Iglesias/Fernando Rodríguez Rivero                    | Real Club Astur de Regatas        | España   |
| IX/2007     | Ceibe XII     | Martín Bermúdez de la Puente Gallego/Carmen Vergara Ferrer              | Liceo Casino Villagarcía de Arosa | España   |
| X/2008      | Mowgli        | Francisco Palacio Iglesias/David García Torado                          | Club de Vela Sotavento            | España   |
| XI/2009     | Mowgli        | Francisco Palacio Iglesias/César Fernández-Cervera Pérez                | Club de Vela Sotavento            | España   |
| XII/2010    | Mojito        | Fernando Pereda Gutiérrez-Cortinez/Santiago Fiochi Alonso               | Real Club Marítimo de Santander   | España   |
| XIII/2012   | Fon           | Alfonso Cabezudo Fernández de la Vega/Jaime Fernández de la Vega Medina | Real Club Astur de Regatas        | España   |
| XIV/2013    | Fon           | Alfonso Cabezudo Fernández de la Vega/Jaime Fernández de la Vega Medina | Real Club Astur de Regatas        | España   |
| XV/2014     | Mitsubishi    | Pedro Barreto/Sofia Barreto                                             | Clube Naval de Cascais            | Portugal |
| XVI/2015    | Martuchi      | Jaime de Miranda Osset/Marta Pérez Rodríguez                            | Real Club Náutico de La Coruña    | España   |
| XVII/2016   | Ceibe XXI     | Martín Bermúdez de la Puente Gallego/Ángela Pumariega Menéndez          | Real Club Náutico de Madrid       | España   |
| XVIII/2017  | Moino II      | Marcos Míguez González/José Ramón Pardo Galdo                           | Real Club Náutico de La Coruña    | España   |
| XIX/2018    | The Hoteles   | Gustavo del Castillo/Rafael del Castillo                                | Real Club Náutico de Gran Canaria | España   |
| XX/2019     | Escorinos     | Jaime Álvarez-Hevia Urdangaray/Ignacio Braña Suárez                     | Real Club Astur de Regatas        | España   |
| XXI/2020    | Mallao        | Gustavo del Castillo/Juan Deben Tiscar                                  | Real Club Náutico de Gran Canaria | España   |
| XXII/2021   | Kiping Energy | Martín Bermúdez de la Puente Gallego/Ángela Pumariega Menéndez          | Real Club Náutico de Madrid       | España   |
| XXIII/2022  | Ceibe XXIII   | Martín Bermúdez de la Puente Gallego/Ángela Pumariega Menéndez          | Real Club Náutico de Madrid       | España   |
| XXIV/2023   | Pulga         | Fabio Bruggioni/Andre Rosa Bruggioni                                    | Real Club Náutico de Madrid       | España   |
| XXV/2024    | Ceibe XXV     | Martín Bermúdez de la Puente Gallego/Ángela Pumariega Menéndez          | Real Club Náutico de Madrid       | España   |
| XXVI/2025   | S&C           | Francisco Silvela Landín/Jorge Campos Pertegaz                          | Real Club Astur de Regatas        | España   |

## Galería

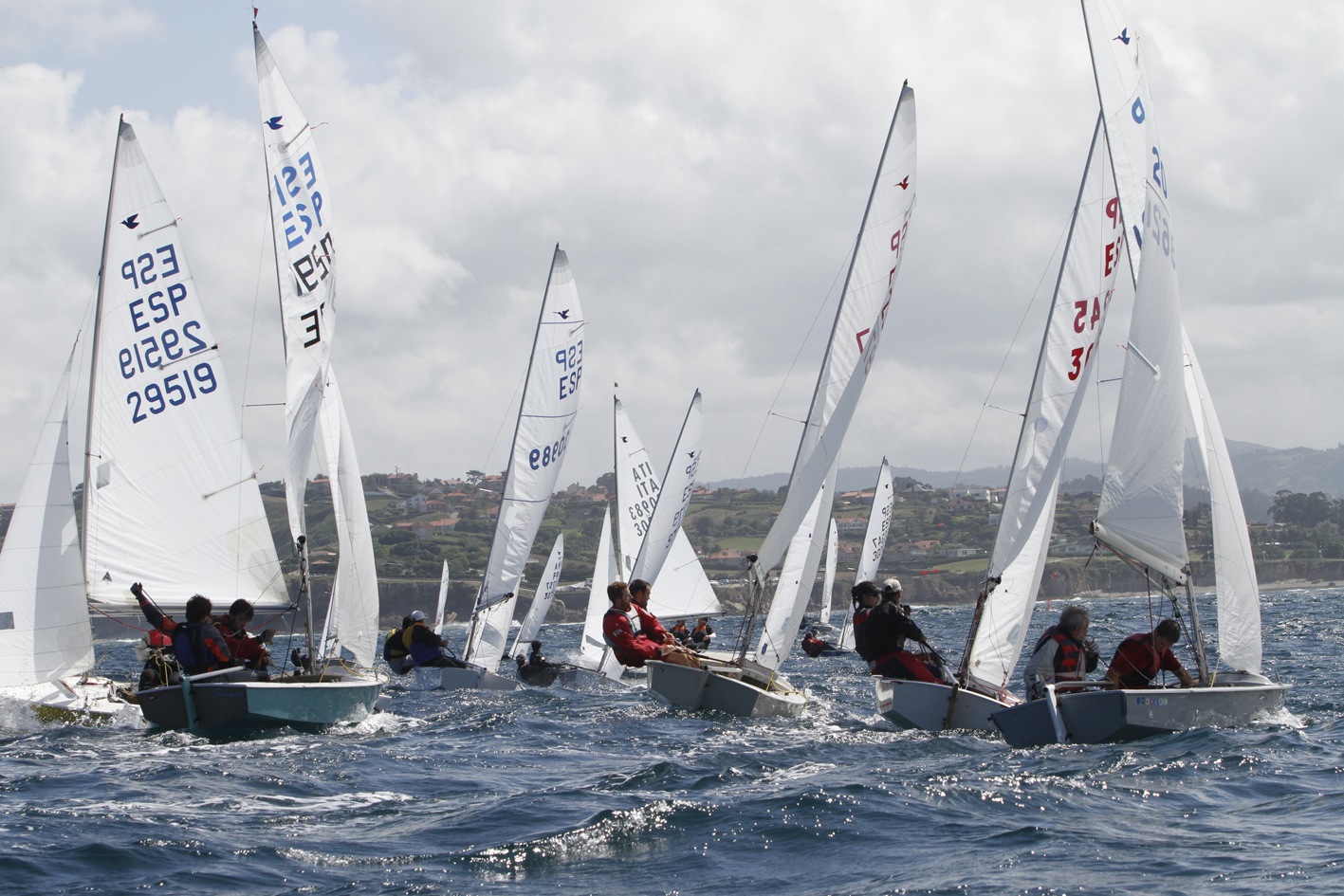
Toma de baliza de sotavento en una manga de la edición de 2014
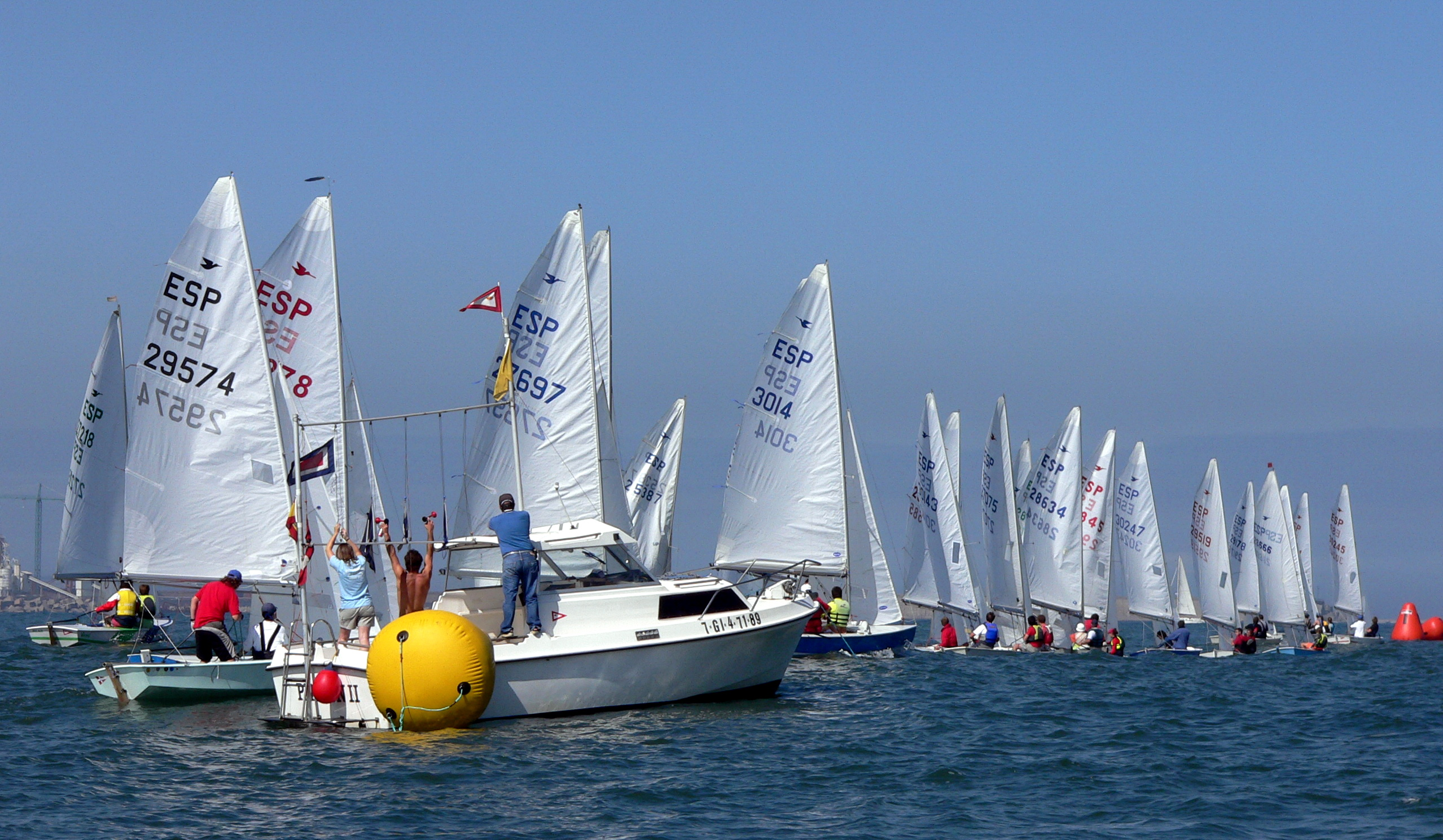
Línea de salida, edición de 2007